# Verschleierungsverbot

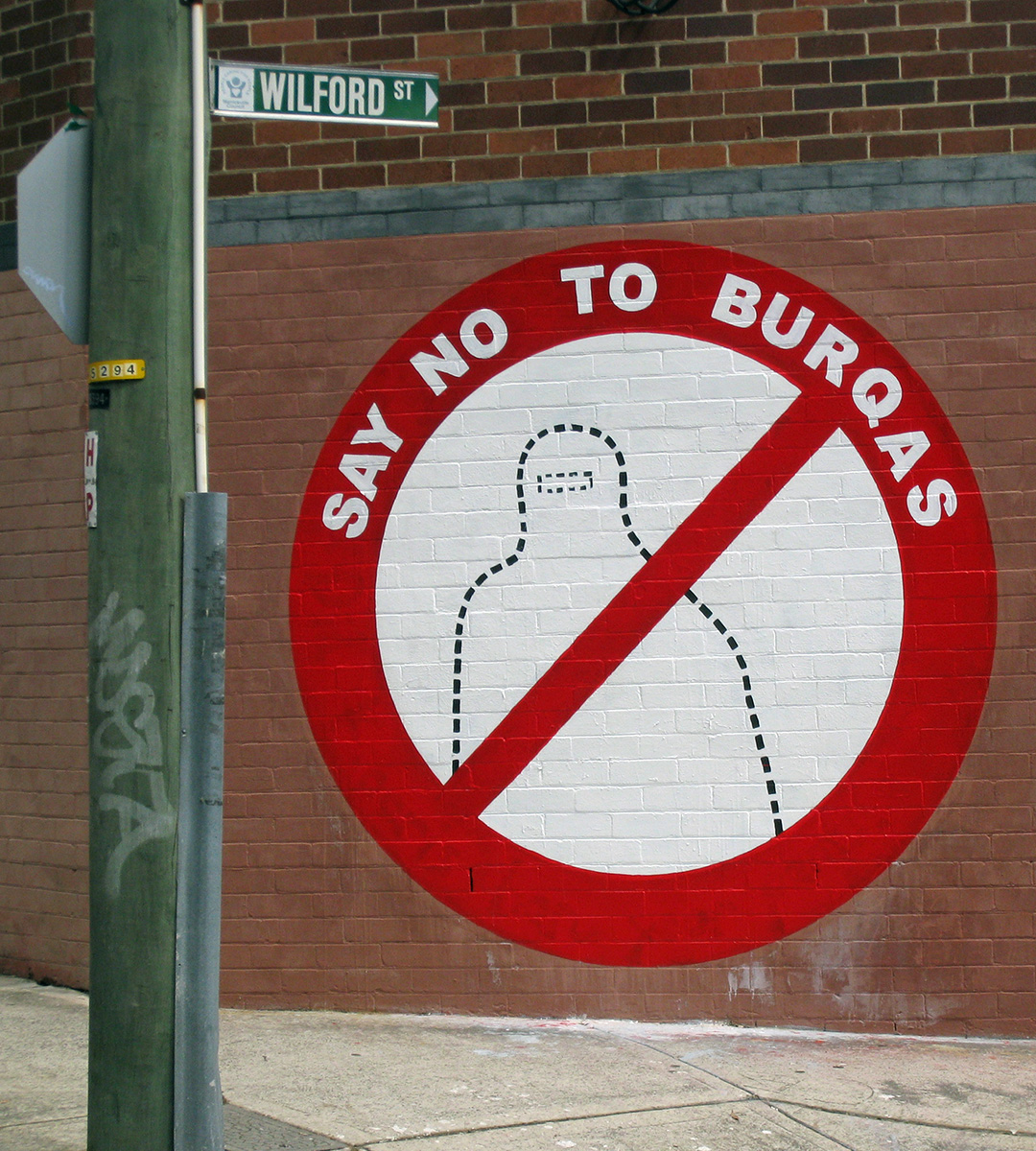
„Sag Nein zu Burkas“: Forderung nach einem Burkaverbot in Newtown bei Sydney (2010)

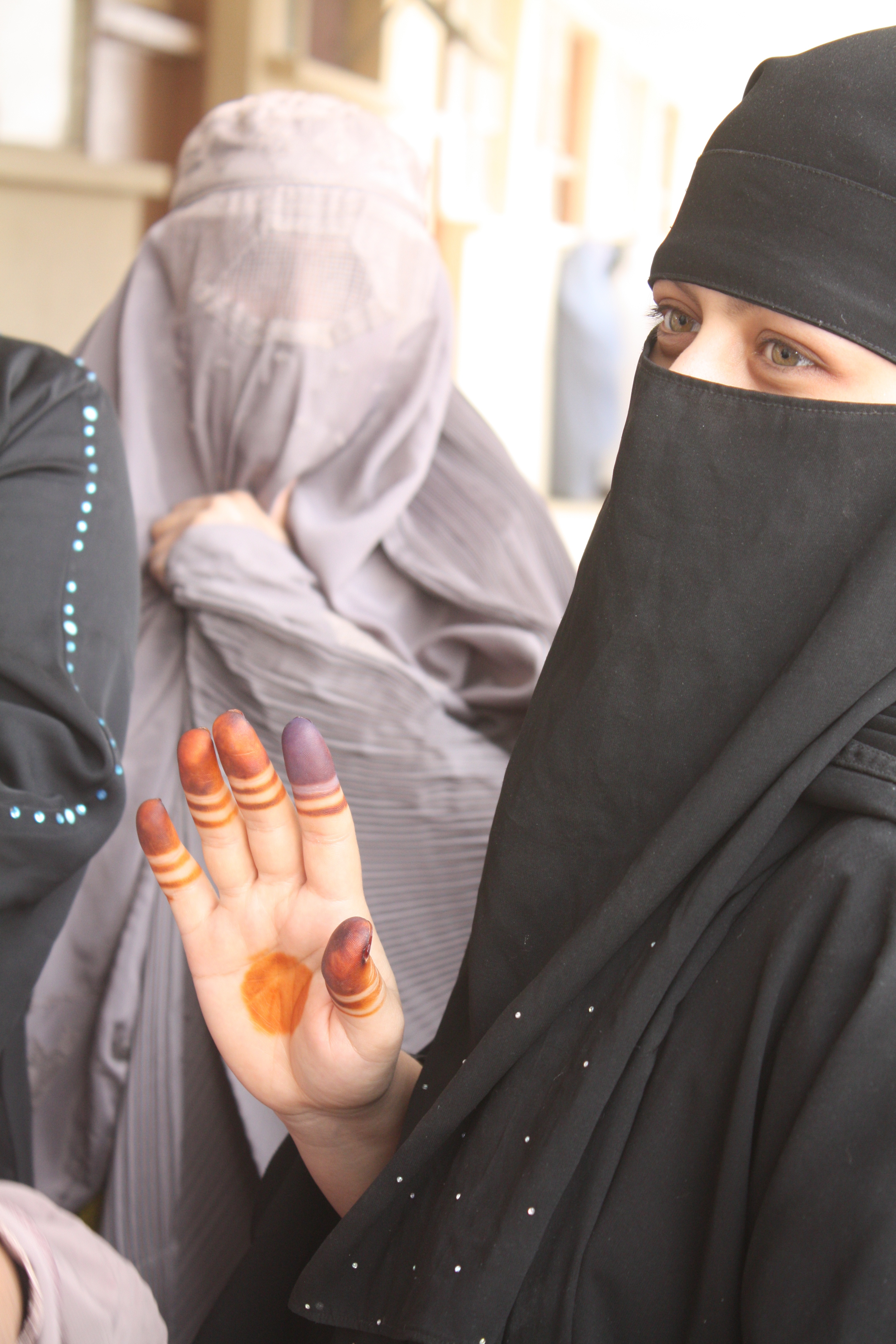
Mit Burka (links) und Niqab (rechts) verschleierte Frauen in Afghanistan (2010)

Als Verschleierungsverbot oder Verhüllungsverbot (in den Massenmedien und umgangssprachlich meist unzutreffend „Burkaverbot“ genannt) werden von einigen Staaten erlassene Gesetze bezeichnet. Die politische Diskussion bezieht sich dabei auf das religiös motivierte Tragen von Ganzkörperschleiern wie des Niqab oder der Burka; die Verbotsvorschriften richten sich aber meist generell gegen eine Gesichtsverhüllung an bestimmten Orten des öffentlichen Raums.
Von einem Verschleierungsverbot zu unterscheiden ist ein Kopftuchverbot.

## Rechtliche Situation

Verbote 2025:
Landesweites Verbot
Verbot in Städten oder Regionen
Verkaufs- und Herstellungsverbot
Teilweises Verbot (z. B. in Regierungsgebäuden, Schulen, Flughäfen, Arbeitsplätzen etc.)

In Tunesien wurde mit der Einführung des Code du statut personnel am 10. Januar 1957 das Tragen von Schleiern in Schulen verboten.
Das erste Land in Europa, das ein solches Gesetz verabschiedete, war im April 2010 Belgien. In Spanien befürwortete im Juni 2010 der Senat ein Verschleierungsverbot, das spanische Abgeordnetenhaus sprach sich allerdings mehrheitlich dagegen aus. Gleichwohl gibt es auf kommunaler Ebene, beispielsweise in katalanischen Städten, ein Verschleierungsverbot. Ab April 2011 trat auch in Frankreich und ab Januar 2012 in den Niederlanden ein entsprechendes Gesetz in Kraft.
Im Juli 2015 verabschiedete die Nationalversammlung Kameruns ein Verschleierungsverbot in der Öffentlichkeit. Der Tschad und die Republik Kongo hatten ein solches Gesetz kurz zuvor ebenfalls verabschiedet.
2016 verabschiedeten Bulgarien, Lettland und der Schweizer Kanton Tessin ein Verbot der Gesichtsverschleierung in der Öffentlichkeit. 2017 folgte Österreich mit dem Anti-Gesichtsverhüllungsgesetz, 2018 Dänemark.
Der Wissenschaftliche Dienst des Deutschen Bundestages veröffentlichte 2012 ein Gutachten, laut dem in Deutschland ein generelles Verbot verfassungswidrig wäre. Im April 2014 entschied der Bayerische Verwaltungsgerichtshof in einem Eilverfahren, dass das Tragen eines Niqabs in einer Schule untersagt werden kann. Am 1. Juli 2014 bestätigte der Europäische Gerichtshof für Menschenrechte (EGMR) das in Frankreich bestehende gesetzliche Verbot der Vollverschleierung in der Öffentlichkeit. Bereits seit 1985 gilt in Deutschland im öffentlichen Raum nach § 17a des Versammlungsgesetzes ein Vermummungsverbot bei Demonstrationen.
Am 11. Juli 2017 erklärte auf eine Klage zweier Frauen hin der EGMR ein in Belgien geltendes Verbot der Vollverschleierung im öffentlichen Raum für rechtens. Ein solches Verbot sei „für eine demokratische Gesellschaft notwendig“; die „Rechte und Freiheiten“ Dritter würden damit geschützt.

## Asien

### Sri Lanka
Sri Lanka hat nach dem Terroranschlag am Ostersonntag 2019 ein Verbot gegen jede Art von Gesichtsschleier eingeführt. Das Verbot umfasst Gesichtsbedeckung, die Identifizierung verhindert.

## Europa

Verbote 2025:
Landesweites Verbot
Verbot in Städten oder Regionen
Teilweises Verbot (z. B. in Regierungsgebäuden, Schulen, Flughäfen, Arbeitsplätzen etc.)

### Belgien
Seit Juli 2011 gilt in Belgien ein Verbot der Vollverschleierung in der Öffentlichkeit. Verstöße können mit Geldbußen oder Haftstrafen bis zu sieben Tagen Gefängnis bestraft werden.

### Bulgarien
Die bulgarische Stadt Pasardschik beschloss im April 2016 erstmals ein Verbot zum Tragen gesichtsbedeckender Kleidung und Accessoires an allen öffentlichen Orten. Hierbei gehe es nicht um religiöse Diskriminierung, sondern um die Erhöhung der öffentlichen Sicherheit – so seien neben religiösen Gesichtsbedeckungen auch Masken von dem Verbot umfasst. Beim ersten Verstoß drohte eine Strafe von umgerechnet 250 Euro und im Wiederholungsfall 500 Euro. Die Regelung wurde im Roma-Viertel Istok kritisiert, wo Frauen Gesichtsschleier trugen. Laut eines Presseberichts hätten sie dafür eine Entlohnung von 150 Euro (300 Lewa) pro Monat von islamistischen Gruppierungen erhalten.
Im September 2016 wurde landesweit das Verbot der Gesichtsverschleierung in der Öffentlichkeit in Bulgarien eingeführt. Bei Verstößen sind Bußgelder von umgerechnet 100 EUR, im Wiederholungsfalle bis 750 EUR fällig.

### Dänemark
Seit dem 1. August 2018 gilt in Dänemark ein Verbot, Gesichtsschleier in der Öffentlichkeit zu tragen. Das Verbot gilt außer für Burka und Nikab auch für Hüte, Mützen, Schals, Masken, Helme und künstliche Bärte, welche das Gesicht stark verdecken. Das entsprechende Gesetz wurde vom dänischen Parlament am 31. Mai 2018 mit 75 zu 30 Stimmen angenommen. Das Bußgeld beträgt umgerechnet etwa 130 EUR, kann sich bei wiederholten Verstößen aber verzehnfachen.

### Deutschland
Seit 1985 gilt nach § 17a Abs. 2 Versammlungsgesetz ein Verbot, an Veranstaltungen teilzunehmen oder auf dem Weg dorthin in einer Aufmachung, die geeignet und den Umständen nach darauf gerichtet ist, die Feststellung der Identität zu verhindern. Siehe auch unter Vermummungsverbot.
Am 15. Juni 2017 trat das Gesetz zu bereichsspezifischen Regelungen der Gesichtsverhüllung und zur Änderung weiterer dienstrechtlicher Vorschriften in Kraft. Es verbietet bei Ausübung des Dienstes, bei einer Tätigkeit mit unmittelbarem Dienstbezug, in Ausübung eines Amtes und Soldaten (auch während der Freizeit) an dienstlichen Orten das Gesicht zu verhüllen (§ 61 BBG, § 34 BeamtStG, § 17 SG). Wenn dienstliche oder gesundheitliche Gründe dies erfordern, gibt es z. T. Ausnahmen von den Verboten. Das Gesetz regelt auch die Mitwirkung bei der Identitätsfeststellung oder beim Lichtbildabgleich (§ 1 PAuswG, § 47a AufenthG). Mitglieder der Wahlorgane nach § 10 BWahlG dürfen während der Ausübung ihres Amtes ihr Gesicht nicht verhüllen. Wirkt ein Wähler auf Verlangen des Wahlvorstands nicht bei seiner Identifizierung mit, kann ihm die Stimmabgabe verweigert werden (§ 56 BWO).
Das Gesetz über Verbote der Gesichtsverhüllung in Bayern vom 12. Juli 2017 führte mit Wirkung vom 1. August 2017 entsprechende Bekleidungsregeln in das Bayerische Beamtengesetz ein (Art. 75 und 145 BayBG). Ebenso dürfen Mitglieder einer Hochschule in Hochschuleinrichtungen und bei Hochschulveranstaltungen ihr Gesicht grundsätzlich nicht verhüllen (Art. 18 Abs. 3 BayHSchG). Dasselbe gilt in der Schule und bei Schulveranstaltungen (Art. 56 Abs. 4 Satz 2 BayEUG) und für Beschäftigte in Kindertageseinrichtungen während der Besuchszeit sowie für Tagespflegepersonen (Art. 9a BayKiBiG).
Kraftfahrer dürfen ihr Gesicht seit 19. Oktober 2017 nicht verhüllen oder verdecken (§ 23 Abs. 4 StVO).
Auf dem Parteitag der CSU im November 2015 verabschiedeten die Delegierten die Forderung nach einem gesetzlichen Verschleierungsverbot. Der FDP-Vorsitzende Christian Lindner und andere FDP-Politiker wie Alexander Graf Lambsdorff oder Wolfgang Kubicki forderten ein Verschleierungsverbot in der Öffentlichkeit. In der CDU forderten Politiker wie Julia Klöckner im September 2015 und Jens Spahn im November 2014 oder auch die CDU-Innenminister der Bundesländer, unter anderem Frank Henkel und Lorenz Caffier, in ihrer Berliner Erklärung vom 11. August 2016 ein Verschleierungsverbot. Dabei verglich Klöckner das Tragen eines Ganzkörperschleiers mit „Exhibitionismus“, was regional scharf kritisiert wurde.
Die Partei AfD forderte in ihrem Grundsatzprogramm vom Mai 2016 ein gesetzliches Verbot der Vollverschleierung.
Dagegen erklärten sich Bundespräsident Gauck im August 2016, Justizminister Maas im Dezember 2015 und Parteipolitiker auf Landesebene gegen ein Verbot der Vollverschleierung. Der Berliner Landesvorsitzende der Linken, Lederer, bezeichnete ein derartiges Verbot im August 2016 als „Integrationsbremse“; der Sonderberichterstatter der UNO, der deutsche katholische Theologe Heiner Bielefeldt, bezeichnete im April 2015 die entsprechende Gesetzgebung in Frankreich als eine, die die „burkatragende Frau als Opfer und zugleich als Störerin“ behandele, und daher als „ungereimt und nicht sinnvoll“. Der stellvertretende Ministerpräsident von Hessen, Tarek Al-Wazir, führte im August 2016 aus, man müsse überzeugen, statt mit dem Strafrecht zu drohen. Innenminister de Maizière äußerte im Dezember 2015 rechtliche Bedenken gegen eine gesetzliche Regelung. Der Vorsitzende des Zentralrats der Muslime, Mazyek, sprach im Oktober 2015 von einer „Burkaisierung der Innenpolitik“. In Deutschland seien kaum vollverschleierte Frauen unterwegs. Der baden-württembergische Innenminister Strobl äußerte 2016, er halte ein Verbot der Vollverschleierung angesichts verfassungsrechtlicher Bedenken für nicht möglich. Auch gebe es weder auf Bundes- noch auf Länderebene eine Mehrheit für ein solches Verbot.
Im August 2016 brachten die Fraktionen der AfD in den Landtagen von Sachsen, Thüringen, Sachsen-Anhalt, Baden-Württemberg, und Brandenburg fast identische Gesetzentwürfe zu landesrechtlichen Verschleierungsverboten ein. Angela Merkel forderte in ihrer CDU-Parteitagsrede vom 6. Dezember 2016 ein gesetzliches Vollverschleierungsverbot, wo dies gesetzlich möglich sei. Im Februar 2017 brachte die Bundesregierung einen Gesetzentwurf zum Verbot der Verschleierung im öffentlichen Raum in den Bundestag ein.
Am 13. März 2017 fand im Landtag von Baden-Württemberg eine Anhörung zum Gesetzesentwurf zur Gewährleistung offener Kommunikation und Identifizierbarkeit statt.
In Niedersachsen einigten sich Mitte Juli 2017 Politiker aller vier Landtagsfraktionen auf eine Änderung des Schulgesetzes, wonach Schüler und Schülerinnen „durch ihr Verhalten oder ihre Kleidung die Kommunikation mit den Beteiligten des Schullebens nicht in besonderer Weise erschweren dürfen“. Ein Gesichtsschleier erschwere die Kommunikation.
In Einzelfällen gibt es Probleme bei der Identitätsfeststellung auf Ämtern, wenn sich muslimische Frauen mit Vollverschleierung weigern, ihr Gesicht zu zeigen. So hat im April 2018 die Zurückweisung einer vollverschleierten Frau durch die Stadtverwaltung von Weinheim (Rhein-Neckar-Kreis) eine allgemeine Diskussion über die Akzeptanz des Gesichtsschleiers in Deutschland ausgelöst.
Im Februar 2020 gab die SPD-Bildungsministerin Stefanie Hubig bekannt, dass die Landesregierung Rheinland-Pfalz ein gesetzliches Verbot der Vollverschleierung in Schulen für Schüler erlassen werde. Ebenso kündigte im Februar 2020 ein solches gesetzliches Verbot in Schulen die SPD-Bildungsministerin Christine Streichert-Clivot im Februar 2020 für das Bundesland Saarland an. Ebenso planen seit Februar 2020 SPD-Schulsenator Ties Rabe in Hamburg und die Jamaica-Koalition in Schleswig-Holstein ein gesetzliches Verschleierungsverbot für die Schulen zu erlassen.
Die Landesregierung Baden-Württembergs hat am 21. Juli 2020 beschlossen, dass es für Schüler nicht mehr erlaubt sei, mit Ganzkörperverhüllung in die Schule zu gehen. An Hochschulen sei die Lage komplizierter, deshalb habe man ein solches Verbot zunächst einmal für Schulen beschlossen.

### Frankreich
Eine von der Nationalversammlung (dem Unterhaus des Parlaments) eingesetzte Kommission befasste sich ab Juni 2009 mit dem Thema Gesichtsverschleierung in der Öffentlichkeit. In ihrem Abschlussbericht vom 26. Januar 2010 stellte sie fest, die Vollverschleierung des Gesichts in der Öffentlichkeit werde von rund 1900 Frauen in Frankreich angewandt und stehe in Gegensatz zu den Werten der Republik als säkularem Staat mit den Prinzipien der Geschlechtergleichheit und Freiheit von religiösem Zwang. Die Kommission schlug einen dreistufigen Ansatz vor, der auf Überzeugungsarbeit, Schutz der Frauen und einer Verbotsregelung basieren solle. Der Nationale Menschenrechtsbeirat (Commission nationale consultative des droits de l’homme) sprach sich in einer Reaktion im Januar 2010 gegen eine Verbotsregelung aus.
Am 11. Mai 2010 verabschiedete die Nationalversammlung einstimmig eine Resolution, wonach „radikale Praktiken, die die Würde und die Gleichheit zwischen Männern und Frauen untergraben, eine davon die Vollverschleierung“, inkompatibel mit den Werten der Republik seien und alle geeigneten Maßnahmen umgesetzt werden sollten, „um den wirksamen Schutz von Frauen zu gewährleisten, die Druck oder Zwang erleiden, besonders jener, die zur Vollverschleierung gezwungen werden“.
Kurz danach brachte die damalige französische Regierung einen Gesetzentwurf zum Verbot der Gesichtsverhüllung in der Öffentlichkeit in die Nationalversammlung ein, der vom Ausschuss für Frauenrechte und vom Rechtsausschuss am 23. Juni 2010 befürwortet wurde. Das Gesetz wurde am 13. Juli 2010 von der Nationalversammlung mit 335 Stimmen bei einer Enthaltung und drei Gegenstimmen verabschiedet und vom Senat am 14. September 2010 bei einer Enthaltung einstimmig bestätigt. Das Verfassungsgericht, dem das Gesetz anschließend vorgelegt wurde, bejahte am 7. Oktober 2010 dessen Verfassungsmäßigkeit, so dass es am 11. Oktober 2010 als Gesetz 2010–1192 veröffentlicht wurde und am 11. April 2011 in Kraft trat:
Sektion 1

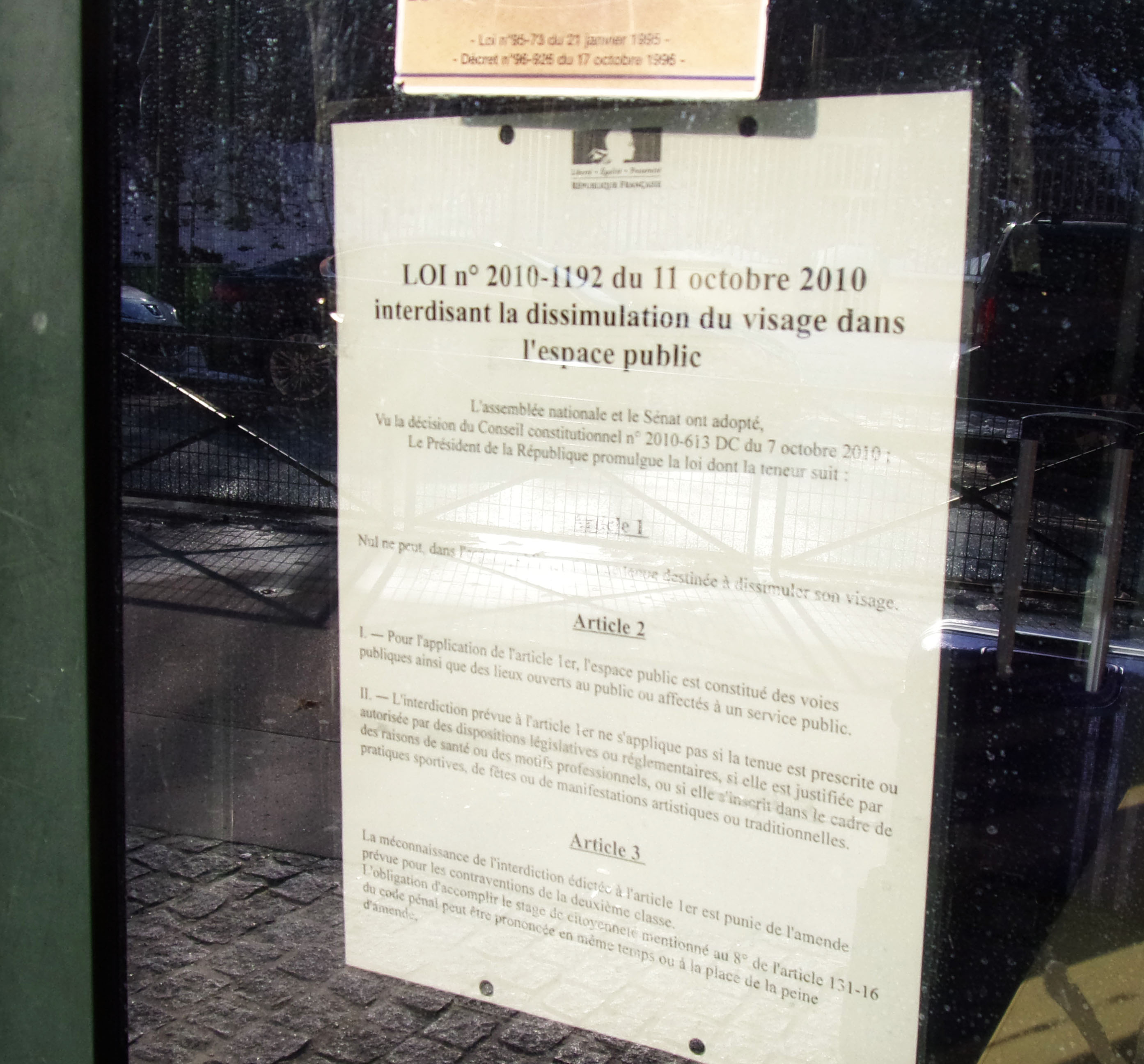
Aushang des Gesetzestextes im Oktober 2010

Niemand darf in der Öffentlichkeit Kleidung tragen, die dazu bestimmt ist, das Gesicht zu verbergen.
Sektion 2
I. Im Sinne von Sektion 1 bedeutet „Öffentlichkeit“ den öffentlichen Verkehrsraum und jeden Platz, der für öffentlich zugänglich oder für öffentliche Dienste bestimmt ist.
II. Das Verbot in Sektion 1 ist nicht anwendbar, wenn die Kleidung durch Gesetz oder Verordnung vorgegeben oder zugelassen ist, wenn sie aus Gründen der Gesundheit oder der Tätigkeit gerechtfertigt ist oder wenn sie im Zusammenhang mit Sport, Feierlichkeiten oder künstlerischen oder traditionellen Veranstaltungen getragen wird.
Sektion 3
Jeder Verstoß gegen das Verbot aus Sektion 1 wird als Ordnungswidrigkeit mit einer Geldbuße von bis zu 150 Euro bestraft. Die Verpflichtung, einen Bürgerschaftskurs nach Abschnitt 8 des Artikel 131-16 des Strafgesetzbuches zu besuchen, kann zusätzlich zur oder statt der Strafe auferlegt werden.
Zusätzlich wurde mit dem Gesetz der Artikel 225-4-10 in das Strafgesetzbuch eingefügt, der eine Gefängnisstrafe von einem Jahr oder eine Geldstrafe von 30.000 Euro vorsieht, wenn eine Gesichtsverhüllung durch Zwang oder Drohungen herbeigeführt wird.
Am 12. Mai 2011 reichte eine 1990 in Pakistan geborene Französin sunnitischen Glaubens eine Klage gegen das Verbot beim Europäischen Gericht für Menschenrechte ein. Sie machte geltend, das Verbot bedeute eine entwürdigende Behandlung, sei diskriminierend und verletze unter anderem ihre Rechte auf Vereinigungsfreiheit, Religionsfreiheit und Meinungsäußerungsfreiheit. Mit 15 zu 2 Stimmen stellte das Gericht am 1. Juli 2014 fest, dass die französische Regelung nicht gegen die Europäische Menschenrechtskonvention verstößt. Die Richterinnen Helena Jäderblom und Angelika Nußberger fügten der Urteilsbegründung ihre abweichenden Meinungen bei.
Die Stadt Cannes verbot im August 2016 über das in ganz Frankreich geltende Verbot einer Gesichtsverschleierung hinaus das Tragen des Burkinis am Strand. Es gehe nicht darum, „das Tragen religiöser Symbole am Strand zu verbieten, sondern um ostentative Kleidung, die auf eine Zugehörigkeit zu terroristischen Bewegungen hinweist, die gegen uns Krieg führen“.
Laurence Rossignol, Ministerin für Familie, Kindheit und Frauenrechte im Kabinett Valls II, bezeichnete Mitte August 2016 den Burkini als „archaisch“ und empfahl dessen „Bekämpfung ohne Hintergedanken“. Auch die Städte Sisco, Leucate, Oye-Plage und Le Touquet-Paris-Plage untersagten Frauen, beim Baden im Meer Ganzkörperbadeanzüge zu tragen. Dieses Burkini-Verbot wurde vom höchsten französischen Verwaltungsgericht für unwirksam erklärt. In der Begründung heißt es, das Verbot stelle eine ernsthafte und illegale Verletzung von Grundrechten dar. Eine Verunsicherung im Land nach den Terroranschlägen reiche nicht aus, diese Verordnung zu begründen.

### Italien
Ein italienisches Anti-Terror-Gesetz von 1975 verbietet die Vermummung in der Öffentlichkeit, auch bei Demonstrationen. Auf muslimische Kleidungsstücke, die im Alltag getragen werden, wird das Gesetz (noch) nicht durchgehend angewandt. In Teilen der Lombardei wurde erstmals 2015 eine islamische Gesichtsverschleierung in Krankenhäusern und öffentlichen Gebäuden verboten.

### Niederlande
Das Gesetz zum teilweisen Verbot gesichtsbedeckender Kleidung (niederländisch Wet gedeeltelijk verbod gezichtsbedekkende kleding) verbietet Menschen, ihr Gesicht in öffentlichen Einrichtungen der Niederlande zu verhüllen. Das Gesetz schließt das Verschleierungsverbot ein und wird medial auch als Burkaverbot rezipiert. Die Regelung betrifft damit potentiell ca. 150–350 Muslimas mit Gesichtsverschleierung unter den 17 Millionen Niederländern.
Dem Gesetz ging eine über 10-jährige breite gesellschaftliche Debatte voraus, die mehrheitlich von rechtspopulistischen Parteien und Politikern initiiert wurde. Das Teilverbot der Gesichtskleidung wird als diskriminierend und islamfeindlich kritisiert; auch nach dem Inkrafttreten am 1. August 2019 bleibt das Gesetz umstritten.

#### Gesetz
Das Wet gedeeltelijk verbod gezichtsbedekkende kleding verbietet das Tragen von Kleidung, die das Gesicht bedeckt und lediglich die Augen sichtbar lässt, sofern sich die Person in bestimmten öffentlichen Gebäuden und Einrichtungen aufhält. Ausnahmen werden etwa für medizinisch notwendige Kleidung, die Teilnahme an bestimmten (religiösen) Festen und Kulturveranstaltungen, sowie die Ausübung des eigenen Berufes definiert. Zu den betroffenen Einrichtungen zählen Rathäuser, Schulen, staatliche Krankenhäuser, Behörden und weitere staatliche Einrichtungen. Das Verbot gilt auch in Zügen, Bussen, Straßenbahnen und Metros. Als Gesichtsbedeckung gelten Integralhelme, Sturmhauben, Masken jedoch auch religiöse Verschleierung, wie der islamische Niqab, die Burka und der Tschador. Das Tragen dieser Gesichtsbedeckungen in der Öffentlichkeit kann mit einer Geldstrafe von bis zu 150 € geahndet werden. Das Gesetz trat am 1. August 2019 in Kraft.

#### Debatte
Geert Wilders, einziges Mitglied der rechtspopulistischen Partij voor de Vrijheid (Partei für die Freiheit) hatte 2005 die Initiative zu dem Verbot von islamischer Verschleierung gestartet.
Der niederländische Staatsrat als höchstes Beratungsorgan der Regierung riet in einem Rechtsgutachten 2015 von dem Gesetz ab. Er sah „keine dringende Notwendigkeit, die eine Einschränkung der Religionsfreiheit rechtfertigen könnte“. Ende 2015 wurde der Gesetzentwurf mit dem Titel Instelling van een gedeeltelijk verbod op het dragen van gezichtsbedekkende kleding in het onderwijs, het openbaar vervoer, overheidsgebouwen en de zorg (Wet gedeeltelijk verbod gezichtsbedekkende kleding) (deutsch: Einführung eines teilweisen Verbots des Tragens von gesichtsbedeckender Kleidung in Bildung, öffentlichem Verkehr, Regierungsgebäuden und Pflege (Gesetz zum teilweisen Verbot gesichtsbedeckender Kleidung)) in die erste Kammer des Parlaments eingebracht. Die Gesetzesvorlage wurde schließlich 2018 vom niederländischen Parlament angenommen.
Widerstand gegen das Gesetz kam von Niederländern muslimischen Glaubens. Muslime und Nicht-Muslime sehen dadurch die freie Religionsausübung eingeschränkt. Auch viele Kommunen halten das Gesetz für unpraktikabel und nicht umzusetzen. Nach Einführung des Gesetzes im Sommer 2019 lobte Geert Wilders dieses und sagte in einem Radiointerview: „Das ist die erste Anti-Islam-Maßnahme“.
Amnesty International kritisierte, die weitgehende Beschränkung der Meinungs- und Religionsfreiheit durch das Gesetz sei nicht hinnehmbar, selbst wenn die Mehrheit der Niederländer Unbehagen bei Kontakt mit verschleierten Menschen verspüre. Das Gesetz wirke sich diskriminierend aus. Unter der Prämisse des Kampfes gegen die Unterdrückung der Frau würden Frauen so erst recht unterdrückt.

#### Umsetzung
Mit dem Inkrafttreten des Gesetzes mahnte das niederländische Innenministerium die Kommunen an, das Gesetz durchzusetzen. Jedoch erklärten mehrere Städte und Kommunen sowie Krankenhäuser, der öffentliche Nahverkehr und auch die niederländische Polizei, sich nicht an der strikten Umsetzung des Gesetzes beteiligen zu wollen.

### Norwegen
2018 wurde das Tragen einer Gesichtsverschleierung in Schulen und Universitäten verboten.

### Österreich
Nach dem Urteil des Europäischen Gerichtshofs für Menschenrechte vom 1. Juli 2014 brach auch in Österreich eine politische Debatte pro und kontra aus. Der Vorstoß der FPÖ, nach dem Vorbild Frankreichs auch in Österreich ein Verbot der Verschleierung des Gesichts im öffentlichen Raum einzuführen, wurde zunächst im Plenum des Nationalrats abgelehnt. Am 8. Juni 2017 wurde das Anti-Gesichtsverhüllungsgesetz erlassen, das die Verhüllung der Gesichtszüge im öffentlichen Raum verbietet. Das Gesetz trat am 1. Oktober 2017 in Kraft. Es kann ein Bußgeld bis 150 EUR festgesetzt werden.

### Schweiz

#### Kanton Tessin
Der Kanton Tessin stimmte bei einer Volksabstimmung am 22. September 2013 mit 63.494 Ja- gegen 32.377 Nein-Stimmen für ein Gesichtsverhüllungsverbot. Damit wurde folgender Artikel 9a neu in die Tessiner Kantonsverfassung aufgenommen:
(1) Niemand darf sein Gesicht im öffentlichen Raum und an Orten verhüllen oder verbergen, die allgemein zugänglich sind (ausgenommen Sakralstätten) oder der Erbringung von Publikumsdienstleistungen dienen.
(2) Niemand darf eine Person zwingen, ihr Gesicht aufgrund ihres Geschlechts zu verhüllen.
Das in Absatz 3 geforderte Ausführungsgesetz wurde am 18. November 2015 vom Kantonsparlament verabschiedet und trat am 1. Juli 2016 in Kraft. Nach einem Bericht im Tages-Anzeiger von Anfang August 2016 legten die meisten Frauen den Schleier ab, wenn sie auf das Verbot hingewiesen würden. In vier Jahren sprach die Polizei im Tessin 28 Bussen aus.

#### Kanton St. Gallen
Der Kantonsrat des Kantons St. Gallen, das Parlament, beschloss am 18. September 2017 ein Verhüllungsverbot im öffentlichen Raum. Es richtet sich gegen Personen, welche die öffentliche Sicherheit oder den „religiösen oder gesellschaftlichen Frieden“ bedrohen. Am 23. September 2018 wurde dieses Gesetz von den Stimmberechtigten mit 66,6 % Ja-Stimmen angenommen.

#### Bund
Im schweizerischen Parlament, der aus Nationalrat und Ständerat bestehenden Bundesversammlung, wurden verschiedene Vorstösse für ein Verhüllungsverbot abgelehnt: im Jahre 2012 eine Standesinitiative des Kantons Aargau, im Jahre 2013 eine Motion von Nationalrat Hans Fehr (Schweizerische Volkspartei, SVP) und im Jahre 2017 eine parlamentarische Initiative von Nationalrat Walter Wobmann (SVP).
Weil die Befürworter eines Verhüllungsverbots im Parlament erfolglos blieben, reichte am 13. Oktober 2017 das Egerkinger Komitee mit mehr als 100'000 Unterschriften die eidgenössische Volksinitiative «Ja zum Verhüllungsverbot» ein und erfüllte damit die Voraussetzungen für eine Volksabstimmung. Die Volksinitiative schlug folgende Ergänzung der Bundesverfassung vor:
Art. 10a Verbot der Verhüllung des eigenen Gesichts

1 Niemand darf sein Gesicht im öffentlichen Raum und an Orten verhüllen, die öffentlich zugänglich sind oder an denen grundsätzlich von jedermann beanspruchbare Dienstleistungen angeboten werden; das Verbot gilt nicht für Sakralstätten.

2 Niemand darf eine Person zwingen, ihr Gesicht aufgrund ihres Geschlechts zu verhüllen.

Der Bundesrat beantragte der Bundesversammlung mit Botschaft vom 15. März 2019, Volk und Ständen die Volksinitiative zur Ablehnung zu empfehlen. Gleichzeitig unterbreitete er den Entwurf eines Bundesgesetzes über die Gesichtsverhüllung, welcher als indirekter Gegenentwurf das Anliegen der Volksinitiative zu einem kleineren Teil aufnahm (Pflicht zur Enthüllung des Gesichts zwecks Identifizierung gegenüber einer schweizerischen Behörde), aber auf Gesetzesstufe, nicht wie die Volksinitiative auf Verfassungsstufe. Die Eidgenössischen Räte (Nationalrat und Ständerat) haben am 19. Juni 2020 sowohl dem Antrag auf ablehnende Abstimmungsempfehlung zur Volksinitiative wie auch dem indirekten Gegenentwurf zugestimmt. Der Gegenentwurf trat nicht in Kraft, da die Initiative nicht zurückgezogen wurde. Die Volksinitiative wurde am 7. März 2021 von 51,21 Prozent der Stimmbevölkerung und von 18 von 23 Kantonen angenommen bei einer Stimmbeteiligung von 51,40 Prozent. Das Verbot der Verhüllung des eigenen Gesichts ist damit in Art. 10a der Bundesverfassung verankert.
Da die Verfassungsbestimmung nicht direkt anwendbar ist, unterbreitete der Bundesrat am 12. Oktober 2022 der Bundesversammlung den Entwurf für eine Umsetzung durch ein Bundesgesetz. Er stellte unter anderem den Antrag, dass Menschen, die an öffentlichen Orten ihr Gesicht verschleiern, künftig mit einer Busse bis 1000 Schweizer Franken bestraft werden sollen; bestimmte Ausnahmen bleiben vorbehalten. Das Bundesgesetz über das Verbot der Verhüllung des Gesichts (BVVG) wurde am 29. September 2023 vom Nationalrat mit 163 zu 31 Stimmen bei 2 Enthaltungen und vom Ständerat mit 35 zu 4 Stimmen bei 5 Enthaltungen angenommen. Das Gesetz trat am 1. Januar 2025 in Kraft; seitdem ist es an öffentlich zugänglichen Orten in der ganzen Schweiz verboten, das Gesicht zu verhüllen. Zu möglichen Ausnahmen zählen das Tragen von Gesichtsmasken zum Schutz der eigenen Gesundheit, Fastnachts- und Karnevalsverkleidung, Verhüllungen bei Kunstaktionen sowie unter Umständen eine Verhüllung bei Demonstrationen, wenn ohne sie die Versammlungs- oder Meinungsfreiheit eingeschränkt wäre.

## Afrika

### Senegal
Zur Vorbeugung gegen mögliche Selbstmordattentate hat die Regierung des Senegal im Jahre 2015 die Ganzkörperverschleierung verboten, nachdem sich zuvor in mehreren Fällen Selbstmordattentäter mit einer Burka verkleidet hatten. Zum Beispiel hatten im Norden Kameruns zwei Männer in Burkas bei einem Anschlag im Jahre 2015 14 Menschen in den Tod gerissen. Der senegalesische Innenminister Abdoulaye Diallo, welcher selbst Moslem ist, äußerte, die Ganzkörperverschleierung sei keine religiöse Angelegenheit und entspreche nicht „unserer Kultur“.

### Gabun
Seit 2015 verbietet Gabun das Tragen einer Vollverschleierung an öffentlichen Orten und dem Arbeitsplatz, da das Land mit überwiegend christlicher Bevölkerung Anschläge befürchtet.

### Marokko
In Marokko wurde Anfang Januar 2017 mehreren Presseberichten zufolge die Herstellung und der Verkauf sowie der Import von Burkas verboten. Eine entsprechende Verlautbarung der Regierung liegt jedoch nicht vor.

### Tunesien
Die tunesische Regierung beschloss auf Grund von Sicherheitsbedenken im Jahre 2019 ein Vollverschleierungsverbot für alle Regierungsgebäude. Demnach darf in öffentlichen Regierungsgebäuden keine Kleidung getragen werden, welche das Gesicht teilweise oder vollständig bedeckt. Dem Verbot ging ein Bombenanschlag in der Hauptstadt Tunis voraus.